# Porphyrinia nivescens
Porphyrinia nivescens là một loài bướm đêm trong họ Noctuidae.